# Международные рейтинги Намибии
Международные рейтинги Намибии отражают позиции Намибии среди других стран мира по общим статистическим показателям, а также по специальным социальным, экономическим, политическими индексам и рейтингам.
В 2008 году Намибия заняла 6-е место (по оценке Индекса эффективности государственного управления в Африке) из 53 африканских стран. Индекс Мо Ибрагима — служит средством всесторонней оценки эффективности управления. Этот Индекс был создан для привлечения внимания к эффективности власти в Африке.
В 2007 году Намибия заняла 25-е место из 169 стран, по сравнению с 56-м из 166 стран (2003) и в 2002 году 31-е из 139.